# Air Car

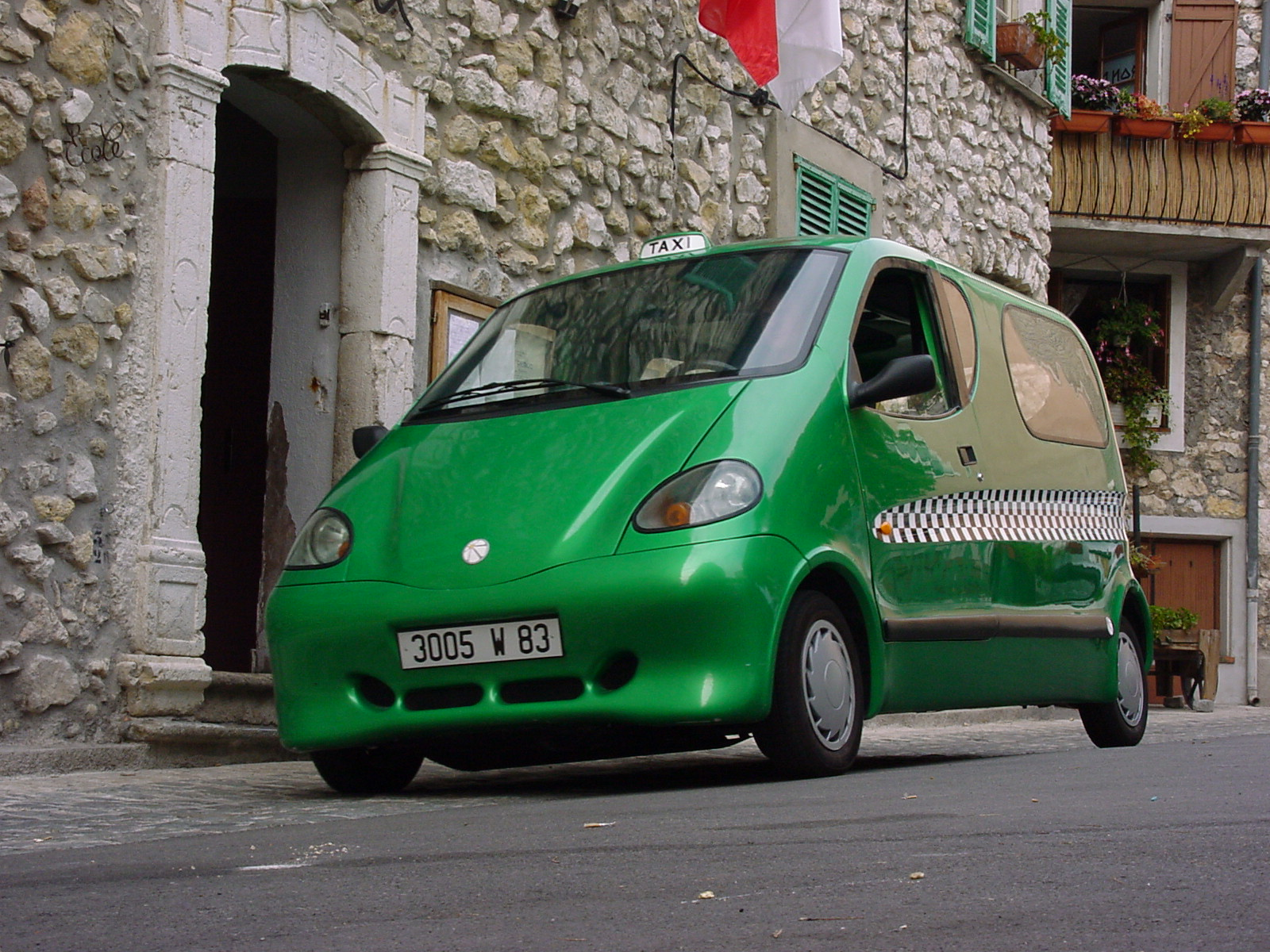
Tata/MDI OneCAT

El Air Car es un prototipo de automóvil desarrollado y producido por Moteur Développement International (MDI), fundado por el inventor francés Guy Nègre.

## Tecnología
Es un vehículo de aire comprimido cuyo motor fue especialmente diseñado para este vehículo. El aire comprimido se almacena en un tanque de fibra de carbono con una presión en el orden de 30 MPa (4500 psi o 300 bar) y, en lugar de mezclar combustible con aire para quemarlo y mover los pistones con los gases calientes producto de la combustión, el motor de aire utiliza la expansión del aire comprimido almacenado para mover los pistones y, por tanto, las ruedas.

### Motor

#### Motor mono-energía
Desarrollado a finales de 2001 y principios de 2002, contiene 4 pistones a dos etapas, 8 cámaras de compresión y/o de expansión que se utilizan o bien para comprimir el aire ambiente y rellenar los tanques, o bien para efectuar expansiones sucesivas.
Este motor es simultáneamente: el motor del grupo en modo compresor, el motor de arranque, el alternador para la recarga de la batería, un moderador/freno eléctrico, una aportación momentánea de energía (p. ej. para aparcar)

### Emisiones
Los automóviles a aire están libres de emisiones a través del tubo de escape, pero su tanque de aire comprimido se recarga usando compresores eléctricos y si la electricidad se toma de la red general de distribución, procederá de las diversas fuentes que la alimentan, incluyendo centrales térmicas que funcionan a partir de combustibles fósiles. Luego, solo si la energía eléctrica procede de fuentes renovables, el Air Car será entonces un vehículo libre de emisiones de efecto invernadero.